# The Fly Cop (film, 1920)
Pour les articles homonymes, voir The Fly Cop.
Pour plus de détails, voir Fiche technique et Distribution.
The Fly Cop est un film muet américain de comédie réalisé par Larry Semon, Norman Taurog et Mort Peebles, sorti en 1920.

## Fiche technique
- Titre : The Fly Cop
- Réalisation : Larry Semon, Norman Taurog et Mort Peebles
- Scénario : Larry Semon
- Producteur : Larry Semon
- Société de production : Vitagraph Company
- Société de distribution : Vitagraph Company
- Pays d'origine :  États-Unis
- Langue : titres en anglais
- Format : Noir et blanc - 35 mm - 1,37:1  -  Muet
- Genre : comédie
- Longueur : deux bobines
- Date de sortie :
  - États-Unis : 29 mars 1920

## Distribution
Source principale de la distribution :
- Larry Semon : « the Fly Cop »
- Lucille Carlisle : une artiste de cabaret
- Frank Alexander : le patron du cabaret
- William Hauber : un escroc
- Mort Peebles : figuration (non crédité)
- Norman Taurog : figuration (non crédité)

## Autour du film
Ne pas confondre avec The Fly Cop film de Arvid E. Gillstrom avec Oliver Hardy sorti en 1917.